# Flickr
Flickr – serwis internetowy stworzony do gromadzenia i udostępniania zdjęć cyfrowych online.
Serwis działa od lutego 2004 roku i jest produktem kanadyjskiej firmy Ludicorp z Vancouver. W marcu 2011 roku serwis Flickr został zakupiony przez Yahoo i w czerwcu tego roku wszystkie zdjęcia przeniesiono z Kanady na serwery w USA, co spowodowało, że od tej pory podlegają amerykańskiemu prawu federalnemu.
Serwis Flickr zyskał znaczną popularność dzięki zastosowaniu nowatorskich rozwiązań programistycznych, które przyczyniły się do stworzenia szerokiej, aktywnej społeczności użytkowników, a także nowych metod katalogowania i wyszukiwania zdjęć (folksonomia, chmura znaczników). Flickr jest przedstawiany jako sztandarowy przykład nowego typu serwisów i usług internetowych określanych jako Web 2.0.

## Rozwiązania techniczne
Na Vancouver PHP Association Cal Henderson przedstawił rozwiązania techniczne zastosowane w serwisie Flickr.
- PHP – główna aplikacja
- Smarty – template engine
- PEAR – XML i poczta elektroniczna
- Perl – język skryptowy
- ImageMagick – przetwarzanie plików graficznych
- MySQL 4.0
- Java – node service
- Apache Web Server 2

Od czasu przejęcia serwisu Flickr przez Yahoo! i przeniesieniu danych zaprzestano wykorzystywania technologii ImageMagick.